# Andreas Pevernage
Andreas Pevernage (* 1542 oder 1543 in Harelbeke bei Courtrai (flämisch Kortrijk); † 30. Juli 1591 in Antwerpen) war ein franko-flämischer Komponist und Kapellmeister der Renaissance.

## Leben und Wirken
Andreas Pevernage erhielt seine erste Ausbildung an der Maîtrise seiner Heimatstadt oder an der Maîtrise in Courtrai. Über seine Jugendzeit und seine weitere Ausbildung sind keine Informationen überliefert. Der erste vorhandene archivarische Beleg sagt aus, dass er am 21. Januar 1563 zum Kapellmeister an der Kirche St. Salvator in Brügge ernannt wurde. Diese Stelle verließ er aber noch im gleichen Jahr; er wurde im September für die gleiche Position an der Kirche Notre-Dame in Courtrai berufen und trat sie am 17. Oktober 1563 an, wo er bis 1577 blieb. Schon 1564 bekam er zusätzlich eine Pfründe an Sankt Willibrordus in Hulst. Wegen der aktuellen politischen und religiösen Streitigkeiten in den Niederlanden war die Sängerschule in Courtrai personell nicht gut besetzt; es gab jedoch in dieser Stadt eine Gruppe der Cäcilien-Bruderschaft, die das gottesdienstliche Leben entscheidend unterstützte. Deswegen widmete der Komponist sieben Stücke den jährlich wechselnden Vorständen der Bruderschaft in den Jahren 1570 bis 1576, jeweils ein Werk aus seinen Cantiones aliquot sacrae, erschienen Douai 1578. In diesem Jahr wechselte Pevernage an die Kirche St. Jakob in Brügge, weil Courtrai kurzzeitig unter die Herrschaft der Calvinisten geriet. Zwischen 1578 und 1585 wurde die Arbeit Pevernages aber auch in Brügge immer wieder durch die kriegerischen Auseinandersetzungen zwischen den Konfessionen beeinträchtigt; der katholische Gottesdienst war zwischen 1581 und 1584 nicht möglich und der Komponist ist wohl immer wieder nach Courtrai ausgewichen.
Als im Jahr 1585 der Singmeister der Kathedrale Notre-Dame in Antwerpen, Hendrik Munten, verstorben war, wurde Pevernage als Nachfolger berufen. Er konnte diese Stellung aber erst antreten, als die von spanischen Truppen unter Alexander Farnese belagerte Stadt am 17. August 1585 kapituliert hatte; am 29. Oktober legte er hier seinen Amtseid ab. Für seine folgenden Jahre sind in Antwerpen neben der Kapellmeistertätigkeit wesentliche öffentliche Aktivitäten überliefert. Er stellte die von den calvinistischen Rebellen zerstörte Musikbibliothek wieder her, war in den humanistischen Kreisen um den Verleger Christoph Plantin aktiv und führte in seinem Haus wöchentliche Konzerte durch. In diesem Rahmen wurde auch seine siebenstimmige Cäcilien-Hymne „O Virgo generosa“ aufgeführt. Ende Juli 1591 ist Andreas Pevernage in Antwerpen verstorben und wurde am 2. August in Notre-Dame in der Nähe des Annen-Altars beigesetzt.

## Bedeutung
Der Historiker und Autor Franciscus Sweertius (1567–1628) nennt Pevernage einen „vir ad modestiam factus et totius candidus“ (Mann von Bescheidenheit und absolut redlich). Die Hauptbedeutung des Komponisten entspringt seinem Schaffen auf dem Gebiet der Chanson, die mit ihren Individualdrucken mit über 100 Kompositionen eine Blütezeit in den spanischen Niederlanden herbeiführten, lange nachdem die Aktualität der Pariser Chansons zu Ende gegangen war. Wie bei Jean de Castro, Cornelis Verdonck und Jan Pieterszoon Sweelinck sind seine Chansons fünf- bis achtstimmig. Die Texte beruhen auf Gedichten von Clément Marot und Philippe Desportes. Im ersten Buch (1589) befinden sich nur geistliche Chansons und ein Nachruf auf Christoph Plantin („Pleurez muses, attristez vos chansons“), während das dritte Buch mehr madrigalähnliche Chansons mit bildhaftem und dramatischem Textausdruck enthält. Pevernage übertrug hier die Neuerungen des zeitgenössischen Madrigals auf die Chansons. Nachdem sein viertes Chansonbuch mit einer Huldigung an die Stadt Antwerpen („Clio, chantons“) beginnt, bekam der Komponist hierfür ein gesondertes Geldgeschenk.
Pevernage betätigte sich auch als der Herausgeber einer Madrigalsammlung, Harmonia celeste (1583) mit einem gelehrten lateinischen Titel, die sieben Stücke von ihm selbst enthält; diese Sammlung wurde bis 1628 fünfmal nachgedruckt. Vier weitere Madrigale erschienen in anderen italienischen Musiksammlungen, die bei den Antwerpener Verlegern Phalèse und Bellère herauskamen. Wegen des fehlenden literarischen Hintergrunds waren Madrigale weder in Deutschland noch in den spanischen Niederlanden populär, so sind diese wohl mehr für ein internationales Publikum geschrieben worden. Die sechs Messen Pevernages erschienen erst zehn Jahre nach seinem Tod im Druck, ebenso die Laudes vespertinae mit 14 marianischen Antiphonen, die für eine Antwerpener Gebetsbruderschaft komponiert wurden. In den erwähnten Cantiones aliquot sacrae befinden sich außer den Stücken für die Courtraier Cäcilien-Bruderschaft auch Motetten mit Widmungen für prominente Zeitgenossen, wie der Statthalterin Margarethe von Parma, den Erzbischof von Cambrai, Louis de Berlaymont und den Herzog von Aarschot, Philipp von Croy. Die Unterstützung solcher Personen haben dem Komponisten sicher geholfen, die Wirren der Zeit zu überstehen. Besonders bekannt geworden sind die fünf „Bildmotetten“ Pevernages in den Kupferstichen von Jan Sadeler und Adriaen Collaert für Philipp Galle (um 1590).

## Werke
- Geistliche Werke
  - „Cantiones aliquot sacrae“ zu sechs bis acht Stimmen, Douai 1578; erweiterter Reprint als „Cantiones sacrae“ zu sechs bis acht Stimmen, Frankfurt am Main 1602
  - 5 Bildmotetten „Dignus es Domine“ zu vier Stimmen, Antwerpen ohne Jahreszahl
  - „Gloria in excelsis Deo“ zu neun Stimmen, Antwerpen ohne Jahreszahl
  - „Laude pia Dominum“ zu fünf Stimmen, Antwerpen ohne Jahreszahl
  - „Nata et grata polo“ zu sechs Stimmen, Antwerpen ohne Jahreszahl
  - „Osculetur me“ zu fünf Stimmen in Stichen von Jan Sadeler und Adriaen Collaert, Frankfurt am Main / Mainz / ohne Ortsangabe 1587 und folgende
  - 2 Bicinien, in „Bicinia“, Antwerpen 1590
  - 6 Messen zu fünf bis sieben Stimmen, Antwerpen 1602
  - 10 Motetten, in „Laudes vespertinae“ zu vier bis sechs Stimmen, Antwerpen 1629, davon 6 Motetten in „Laudes vespertinae“ zu vier bis sechs Stimmen, Antwerpen 1648
  - 3 weitere Motetten, Antwerpen ohne Jahreszahl
- Weltliche Werke
  - 6 Kompositionen in „Harmonia celeste“ zu vier bis acht Stimmen, Antwerpen 1583, Reprint 1589
  - 1 weitere Komposition in „Musica divina“ zu vier bis sieben Stimmen, Antwerpen 1583
  - „Chansons […] livre premier“ zu fünf Stimmen, Antwerpen 1589
  - „Livre second des chansons“ zu fünf Stimmen, Antwerpen 1590
  - „Livre troisième des chansons“ zu fünf Stimmen, Antwerpen 1590
  - „Livre quatrième des chansons“ zu sechs bis acht Stimmen, Antwerpen 1591
  - 2 weitere Kompositionen in „Melodia olympica“ zu vier bis acht Stimmen, Antwerpen 1591
  - 3 weitere Kompositionen in „Rossignol musical des chansons“ zu vier bis sechs Stimmen, Antwerpen 1597
  - „Chansons […] tant spirituelles que prophanes“ zu fünf Stimmen, Antwerpen 1606
  - „Chansons“ zu sechs bis acht Stimmen, Antwerpen 1607